# Neobuntonia southshetlandensis
Neobuntonia southshetlandensis is een mosselkreeftjessoort uit de familie van de Hemicytheridae. De wetenschappelijke naam van de soort is voor het eerst geldig gepubliceerd in 1987 door Blaszyk.